# ソウル中央モスク
ソウル中央モスク（ソウルちゅうおうモスク、朝鮮語: 서울중앙성원）は、大韓民国のソウル特別市龍山区梨泰院にあるモスク。
2018年現在、韓国にある18のモスクのうちのひとつである。

## 歴史

### 背景
大韓民国におけるムスリム共同体の起源は1950年に始まった朝鮮戦争に国連軍として参加したトルコ軍にあるとされている。トルコ軍には何人かのイマームが従軍しており、朝鮮戦争停戦後も彼らは布教活動のために韓国に残った。1955年には彼らによってイスラームにまつわる講座が開かれ、およそ200人の韓国人がイスラームに改宗したという。1955年または1956年には韓国初のイスラーム団体である韓国ムスリム協会が設立された。1962年にはマレーシアのイスラーム団体からの招待を受けて11人の韓国人ムスリムがマレーシアに留学した。
1963年10月14日、マレーシアの国会議長だったモハメド・ノア・オマルが韓国を訪れ、マレーシアが韓国のムスリム共同体を強く支持することを表明した。同年11月にはマレーシア政府により33,000リンギットがモスク建設のために寄付された。
1964年、韓国のムスリムたちは当時は発展途上にあった上道洞にある5,600平方メートルの土地を購入し、モスクの建設を開始した。しかし、建設資金の横領などによって同年には建設は頓挫した。
モスク建設の失敗はマレーシア人ムスリムやマレーシア政府の韓国人ムスリムへの信頼に傷を付けた。マレーシアとの外交関係を懸念した韓国政府もこの失敗に関心を寄せ、1965年の4月と5月には韓国政府の支援により新たイスラーム団体である韓国イスラーム中央連合会（한국이슬람교중앙연합회、Central Federation of Korean Muslims、以下、中央連合会）が設立された。中央連合会は資金に規制を課すとともに本部をソウル特別市の龍山区に置いた。中央連合会は1969年3月には韓国ムスリム連盟に改称され、宗教団体として法的な地位を得た。

### 建設用地の決定
モスク建設計画が再び浮かび上がると、朴正煕大統領の指示のもと、金玄玉ソウル市長は盤浦洞にある33,000平方メートルの市有地の寄付を申し出た。この申し出に対して、韓国ムスリム連盟は議論のすえ梨泰院にある5,000平方メートルの土地を求めた。
1969年4月26日にはサウジアラビアの在シンガポール総領事が韓国を訪れ、韓国ムスリム連盟と韓国政府とともにモスクの建設地について議論を行った。議論の末、梨泰院の5,000平方メートルの土地をモスク建築地とすることが決定され、土地は政府から寄付された。

### モスク建設
いちど建設地が決定されると建設は迅速に進んだ。1970年11月には仮設のモスクが設立され、韓国ムスリム連盟により金曜礼拝が行われた。インドネシアやパキスタン、クウェート、アラブ首長国連邦、リビアのそれぞれ政府から寄付が行われたほか、1974年にはリビアのイスラーム団体から支援を受けた2人のパキスタン人イマームが指導のために韓国を訪れた。また、1975年にはサウジアラビアの王子であるナワーフ・ビン・アブドゥルアズィーズ・アッ＝サウードが視察に訪れた。
1974年の夏には建設計画が決定され、同年の10月に起工式が行われた。1976年5月21日にモスクは完成し、完成式典には51か国から参加者が訪れた。これらのなかには韓国と外交関係を持っていなかった国からの参加者もいた。
モスクの完成を祝って各国からミンバルやミフラーブ、時計、礼拝堂用のランプなどが送られたほか、サウジアラビアからは100冊のクルアーンやカリグラフィーが送られた。また、将来的な拡大のため毎年25,000アメリカドルが寄付されることとなった。

### 現在まで
1989年から2000年ごろになると南アジアや東南アジアからの移民労働者がソウル中央モスクの多数派になり、2000年以降も増え続けた。それによって韓国人ムスリムの礼拝参加者は減少した。
2015年のはじめ、韓国ムスリム連盟がソウル中央モスクの40周年を祝ってこれを建て替えることを計画していることを韓国の新聞が報じた。韓国ムスリム連盟はイスラーム諸国にスポンサーを募り、最終的にトルコ政府が名乗りを上げた。韓国の新聞が韓国ムスリム連盟と在韓トルコ大使館に行ったインタビューによると、トルコの宗務庁が主導してソウル中央モスクをオスマン風の建築に建て替えられるという。

## 建築
ソウル中央モスクは2階建てで総面積は1,532平方メートルである。礼拝堂は2階に設けられ、そのほかの機能は1階に設けられた。宗教的な荘厳さを引き立たせるためモスク前の広場から2階の礼拝堂にかけては40段の階段が設けられた。

### 外装
ソウル中央モスクはインドにあるタージマハルを模して造られた。ドームはタージマハルと同様に3つ設けられる予定だったが、技術的な問題と資金繰りの関係から1個に減らされた。2本のミナレットはサウジアラビアのマスジド・ハラームを模して設けられた。

### 内装
ミフラーブはトルコから寄贈された。また、礼拝堂にあるミンバルはモロッコから寄贈されたものである。

## 周辺
ソウル中央モスクの周辺にはハラール食品やイスラーム関連商品を売る店が並んでおり、「ムスリム・ストリート」と呼ばれている。